# Les Charlots font l'Espagne
Les Charlots font l'Espagne (Los Charlots van a España) es una comedia francesa realizada por Jean Girault en el año 1972. 

## Sinopsis
Gérard, Phil, Jean y Jean-Guy y dos jóvenes más, todos ellos parisinos deciden viajar al sur de España con la intención de pasar unas vacaciones de sol, playas, aventuras y demás. Al comienzo del viaje todo es fácil para ellos, pero a medida que van pasando los días la estancia se complica. A pesar de todo, las situaciones se acaban resolviendo con humor.

## Personajes
- Les Charlots: Gérard, Phil, Jean, Jean-Guy
- Jacques Legras: el Conductor del autobús
- Yves Barsacq: Robert Leplat
- Gérard Croce: Bouboule
- Jean Girault: un Residente del camping
- Béatrice Chatelier
- Katia Tchenko: Colette Leplat
- Jean Eskenazi e Yves Elliot: unos Viajeros
- François Cadet: el Aduanero
- Martine Kelly: el Terrorista
- Monick Lepeu: un Turista
- Dyanik Zurakowska: Dianik Zurakowska
- Mara Cruz: Elisabeth
- Juan Cazalilla
- Pilar Gómez Ferrer
- Rafael Hernández
- Jaime de Mora y Aragón: manager del Hotel
- Mariano Vidal Molina
- Joaquín Solís